# Pure Pwnage
Pure Pwnage war eine über das Internet verteilte Mockumentary-Serie von ROFLMAO Productions. Sie erzählt vom Leben und den Erlebnissen von Jeremy (Jarett Cale), einem kanadischen selbsternannten Pro-Gamer. 2010 wurde eine Adaption vom kanadischen Fernsehsender Showcase ausgestrahlt. 2012 wurde ein erfolgreiches Crowdfunding für einen Pure-Pwnage-Film gestartet.
Am 23. Januar 2016 wurde der Film in Toronto im Bloor Cinema uraufgeführt.

## Webserie
Jeremy, der sich im Internet „teh_pwnerer“ nennt, ist extrem talentiert beim Computerspielen, aber sehr unerfahren im realen Leben. Das äußert sich vor allem dadurch, dass er noch bei seiner Mutter lebt und sich dort wie ein pubertierender Teenager verhält. Alles, was ihn interessiert, ist, andere Gamer zu besiegen und sich über ihre mangelnden Fähigkeiten lustig zu machen („pwning noobs“). Sein Traum ist es, als professioneller Computerspieler reich und berühmt zu werden. Anderen gegenüber wirkt er dadurch oft faul und selbstverliebt. Sein Bruder Kyle will Filmproduzent werden und entscheidet sich daher, Jeremys Weg zum „pro gamer“ zu dokumentieren.

## Fernsehserie
Die Fernsehserie spielt im Pure-Pwnage-Universum, wird aber von den Machern als alternative Realität gesehen, in der Kyle es schaffte eine TV-Produktionsfirma von seiner Idee zu überzeugen. Dies erklärt einige Inkonsistenzen zwischen Web- und Fernsehserie. Bereits am Anfang der Fernsehserie wird Jeremy von seiner Mutter rausgeworfen und so noch stärker und schneller mit der realen Welt konfrontiert als das in der Webserie der Fall ist.

## Film
Der Film spielt einige Jahre nach der Fernsehserie. Jeremy und Doug haben das Spielen aufgegeben, haben reguläre Bürojobs angenommen, führen aus steuerlichen Gründen eine Homo-Ehe und haben oberflächliche Partnerinnen. Jeremy ist fokussiert auf Effektivität und definiert sein Glück über materielle Ziele. Es stellt sich jedoch heraus, dass Jeremys Effektivität nur durch Pillen, die er regelmäßig zu sich nimmt, ermöglicht wird. Doug, der sich nach alten Zeiten sehnt, vertauscht Jeremys Pillen mit Zuckerdrops, wodurch dieser realisiert wie wenig ihn sein aktuelles Leben erfüllt. Daraufhin widmen sich beide wieder dem alten Traum des professionellen Computerspielens.

## Videospiele
Im Jahr 2011 kündigt Konami die Verfügbarkeit zusätzlicher herunterladbarer Inhalte unter dem Thema "Pure Pwnage Pack" für das Spiel "Zombie Apocalypse: Never Die Alone" an, die einen Spielmodus inspiriert von „Pure Pwnage“ mit den Charakteren Doug und Jeremy bieten.